# Saint-Michel-des-Andaines
Pour les articles homonymes, voir Saint-Michel.
Saint-Michel-des-Andaines est une ancienne commune française, située dans le département de l'Orne en région Normandie, devenue le 1er janvier 2016 une commune déléguée au sein de la commune nouvelle de Bagnoles-de-l'Orne-Normandie.
Elle est peuplée de 316 habitants.

## Géographie

### Localisation
Saint-Michel-des-Andaines se situe à quelques kilomètres de la limite avec le Maine, dans le cœur du pays d'Andaine dans le pays de Passais, au sud-est du Bocage normand.
À 3 km de la ville de La Ferté-Macé, à 2 km de la ville de Bagnoles-de-l'Orne, à 70 km au sud de Caen et à 200 km à l'ouest de Paris, Saint-Michel-des-Andaines se trouve au centre du massif forestier des Andaines, dans le parc naturel régional Normandie-Maine.

### Communes limitrophes
Avant la fusion de 2016, Saint-Michel-des-Andaines était limitrophe des communes suivantes :

### Géologie et relief
La superficie de la commune est de 644 hectares ; son altitude varie de 185  à   253 mètres.
Le site de l'étang de la Brisette montre un des rares affleurements de grès de May du département de l'Orne, daté de l'Ordovicien moyen à supérieur.

### Hydrographie

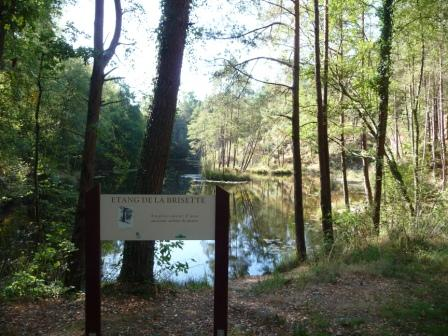
L'étang de la Brisette.

Le village est arrosé par la Vée, une rivière prenant sa source à La Ferrière-aux-Étangs un peu plus au nord de Saint-Michel-des-Andaines et se jetant dans la Mayenne. Le ruisseau de Mousse se jette dans la Vée à Saint-Michel-des-Andaines.

## Toponymie
La localité se trouve au centre du massif forestier des Andaines.
Elle tire son nom de celui de son église placée sous le vocable de l'archange saint Michel qui figure aussi au centre du blason de la commune.

## Histoire
La commune est créée en 1840 par démembrement des communes de  La Ferté-Macé, Juvigny-sous-Andaine,  Saint-Maurice-du-Désert, La Sauvagère et de Tessé-Froulay.
Elle fusionne le 1er janvier 2016 avec Bagnoles-de-l'Orne, formant la commune nouvelle de Bagnoles de l'Orne Normandie dont elle est désormais une commune déléguée,, afin de bénéficier d'une majoration des dotations de l’État.

## Politique et administration

### Rattachements administratifs
Avant la fusion de 2016, Saint-Michel-des-Andaines se trouvait depuis 1926 dans l'arrondissement d'Alençon du département de l'Orne.  
Elle faisait partie depuis sa création en 1840 du canton de La Ferté-Macé. Dans le cadre du redécoupage cantonal de 2014 en France, cette circonscription administrative territoriale a disparu, et le canton n'est plus qu'une circonscription électorale. Bagnoles de l'Orne Normandie, dont fait partie le territoire de Saint-Michel-des-Andaines, fait partie depuis le rédcoupage de 2014 du canton de Bagnoles de l'Orne Normandie.

### Intercommunalité
Saint-Michel-des-Andaines était membre de la communauté de communes du Pays fertois (Orne), un établissement public de coopération intercommunale (EPCI) à fiscalité propre créé fin 1994 et auquel la commune avait transféré un certain nombre de ses compétences, dans les conditions déterminées par le code général des collectivités territoriales.
Elle s'en sépare avec La Ferté-Macé le 1er janvier 2013 pour créer la Communauté de communes de La Ferté-Saint-Michel, qui est dissoute le 31 décembre 2016 et le territoire de Saint-Michel-des-Andaines, devenue en 2016 commune déléguée de Bagnoles de l'Orne Normandie, est intégré dans la communauté de communes Andaine-Passais.

### Liste des maires
| Période                                  | Période       | Identité           | Étiquette | Qualité |
| ---------------------------------------- | ------------- | ------------------ | --------- | --- |
| Les données manquantes sont à compléter. |               |                    |           | |
| 1841                                     | 1843          | Desaunay Huet      |           | |
| 1843                                     | 1856          | Michel Plessis     |           | |
| 1856                                     | 1874          | Jean Hue           |           | |
| 1874                                     | 1875          | Basile Bessirard   |           | |
| 1876                                     | 1885          | Paul Delanfle      |           | |
| 1885                                     | 1888          | Jacques Petit      |           | |
| 1889                                     | 1892          | Albert Christophle |           | |
| 1892                                     | 1919          | Michel Barre       |           | |
| 1920                                     | 1924          | Victor Huet        |           | |
| 1924                                     | 1925          | Charles Hubert     |           | |
| 1925                                     | 1935          | Michel Barre       |           | |
| 1935                                     | 1951          | Léon Dugrais       |           | |
| 1951                                     | 1959          | Maurice Milcent    |           | |
| 1959                                     | 1971          | Pierre Bourget     | SE        | Architecte urbaniste |
| mars 1971                                | 1983          | Philippe Larcher   | Gaulliste | Père du sénateur Gérard Larcher, assureur, puis directeur et propriétaire d’une usine de textile Officier du Mérite agricole |
| mars 1983                                | mars 2008     | Raymond Gérault    | SE        | Chef de chantier |
| mars 2008                                | décembre 2015 | Sylvain Jarry      | SE        | Directeur d'agence bancaire Vice-président de la CC de La Ferté-Saint-Michel (2013 → . )                                     |

| Période      | Période                       | Identité              | Étiquette | Qualité |
| ------------ | ----------------------------- | --------------------- | --------- | --- |
| janvier 2016 | mai 2020                      | Sylvain Jarry         |           | Cadre bancaire retraité Maire-adjoint de Bagnoles de l'Orne Normandie (2016 → ) Président de la CC Andaine-Passais (2020 → ) |
| mai 2020     | En cours (au 17 juillet 2024) | Virginie Dreux-Cousin |           | Déléguée médicale |

## Population et société

### Démographie
En 2021, la commune comptait 316 habitants. Depuis 2004, les enquêtes de recensement dans les communes de moins de 10 000 habitants ont lieu tous les cinq ans (en 2004, 2009, 2014, etc. pour Saint-Michel-des-Andaines) et les chiffres de population municipale légale des autres années sont des estimations.
| 1841 | 1846 | 1851 | 1856 | 1861 | 1866 | 1872 | 1876 | 1881 |
| ---- | ---- | ---- | ---- | ---- | ---- | ---- | ---- | ---- |
| 884  | 856  | 801  | 746  | 765  | 728  | 662  | 627  | 584  |

| 1886 | 1891 | 1896 | 1901 | 1906 | 1911 | 1921 | 1926 | 1931 |
| ---- | ---- | ---- | ---- | ---- | ---- | ---- | ---- | ---- |
| 556  | 532  | 508  | 467  | 481  | 470  | 402  | 418  | 377  |

| 1936 | 1946 | 1954 | 1962 | 1968 | 1975 | 1982 | 1990 | 1999 |
| ---- | ---- | ---- | ---- | ---- | ---- | ---- | ---- | ---- |
| 362  | 390  | 334  | 329  | 298  | 273  | 277  | 313  | 327  |

| 2004 | 2009 | 2014 | 2019 | 2021 | - | - | - | - |
| ---- | ---- | ---- | ---- | ---- | - | - | - | - |
| 318  | 345  | 354  | 325  | 316  | - | - | - | - |

### Manifestations culturelles et festivités
- Foire des Andaines, 2 200 exposants[réf. nécessaire].

## Culture locale et patrimoine

### Lieux et monuments
- Prieuré Saint-Ortaire
- Église Saint-Michel[16]
- Balade pédestre sur la ronde de l'Arc Ange.
- Balade à vélo-rail.

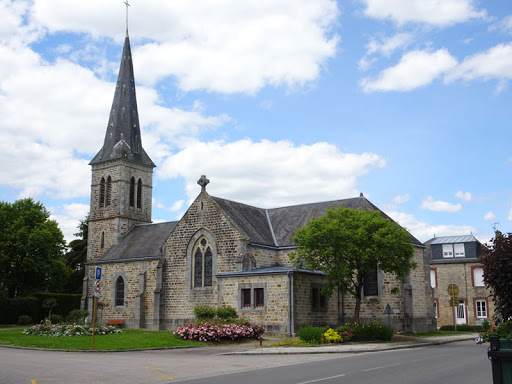
L'église Saint-Michel...
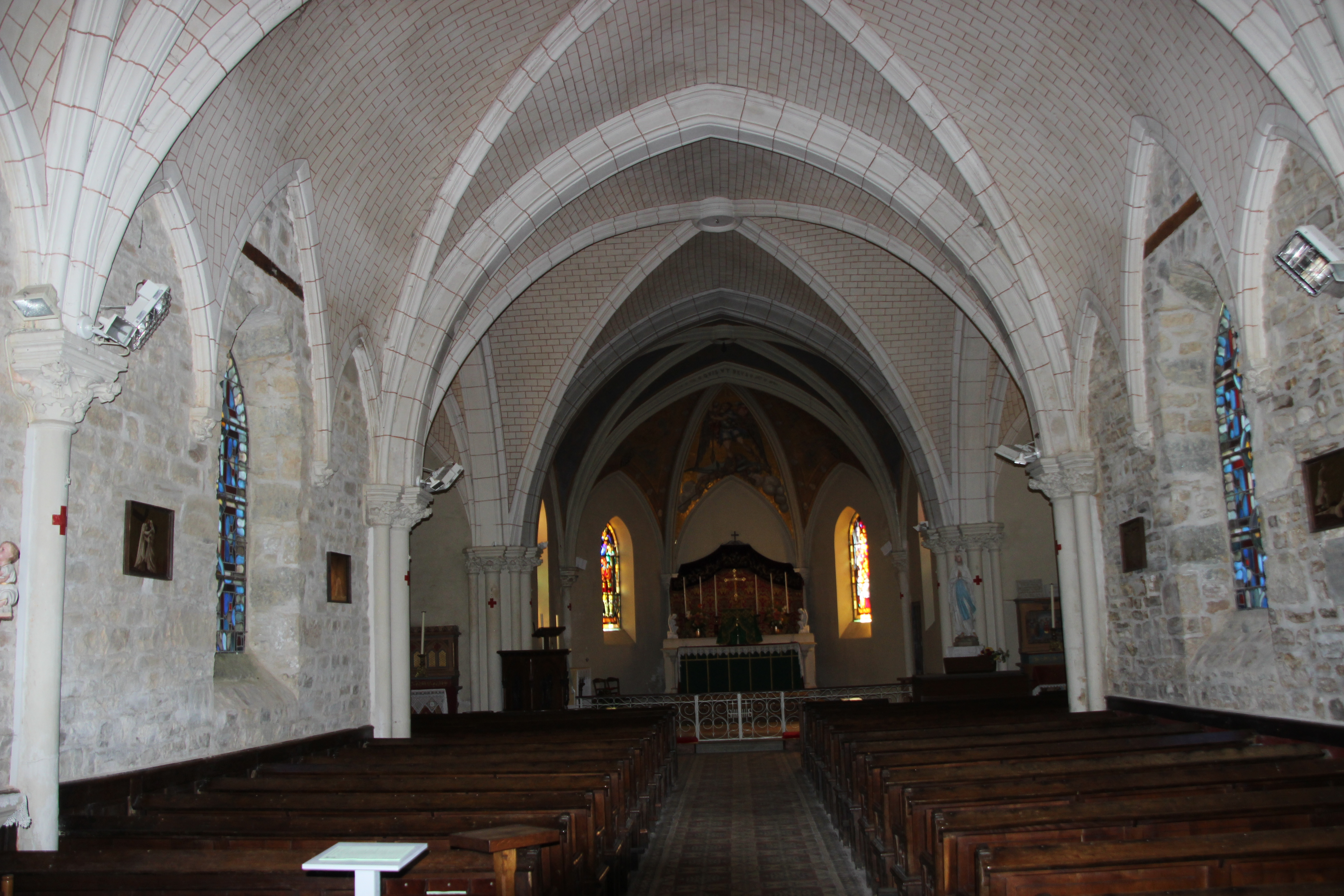
...et  sa nef.
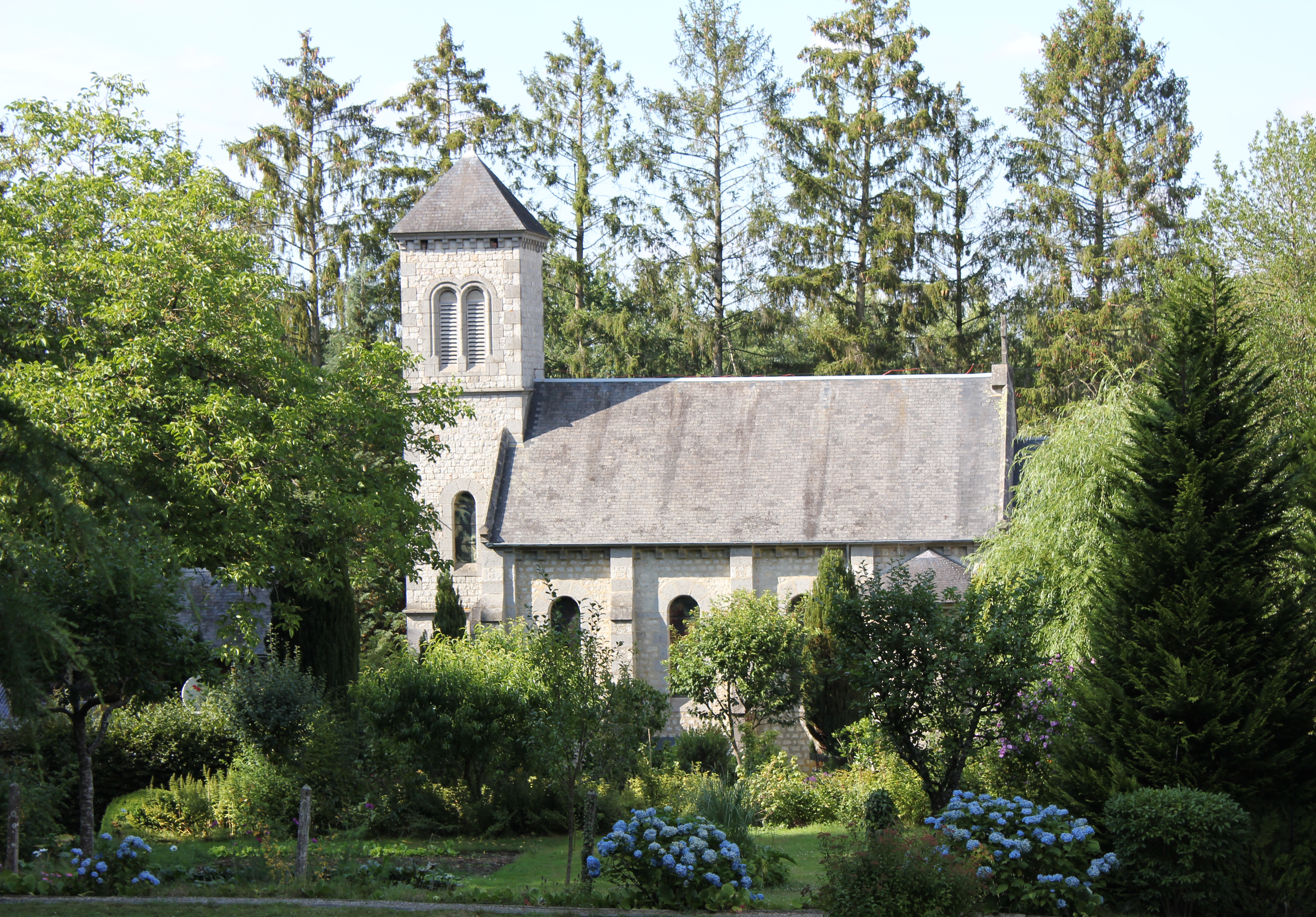
Le prieuré Saint-Ortaire
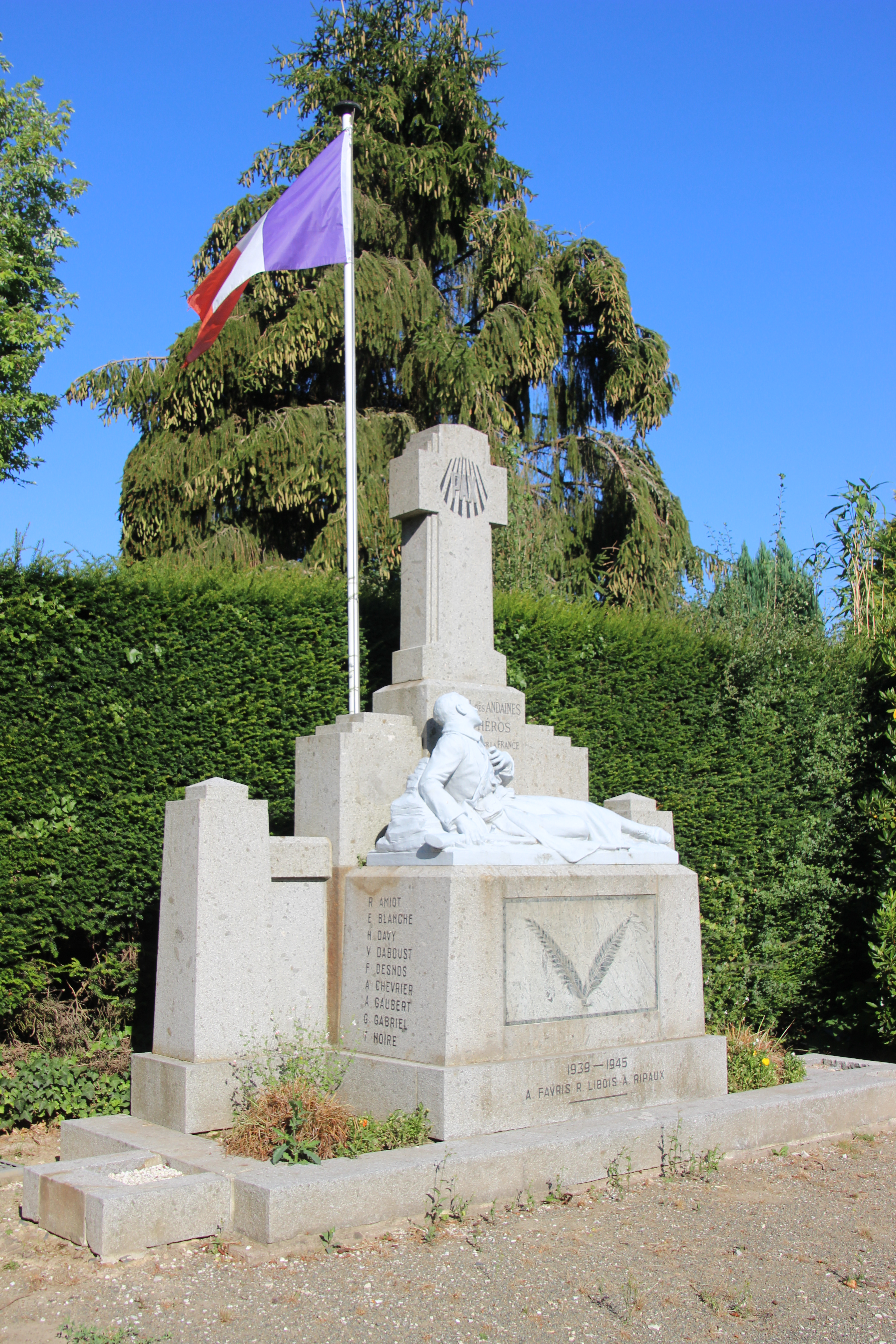
Le monument auxx morts...
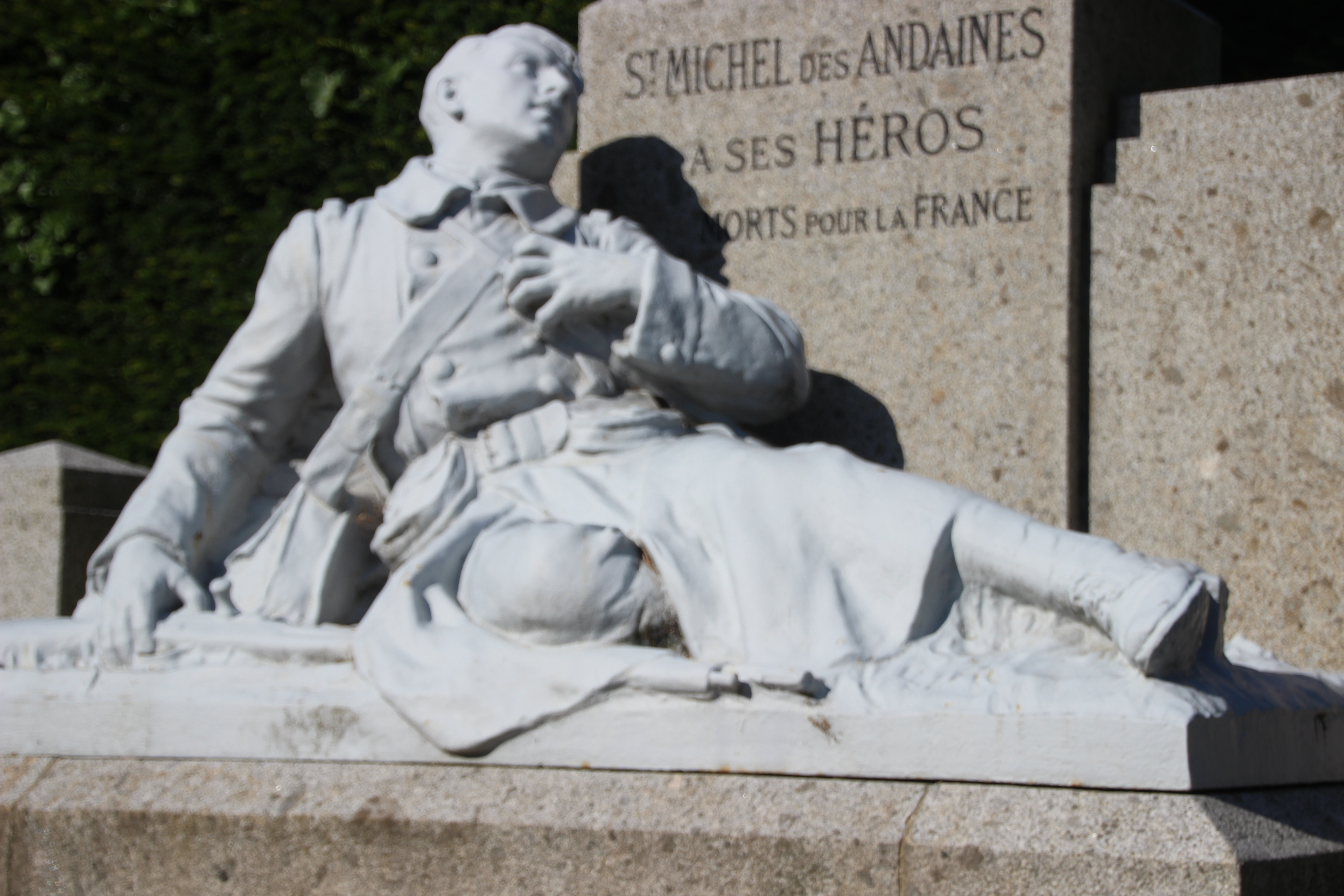
... et son gisant.

### Personnalités liées à la commune
- Gérard Larcher (1949-), président du Sénat, a vécu à Saint-Michel-des-Andaines, commune dont son père, Philippe Larcher, est le maire entre 1971 et 1983.

### Héraldique
| Blason de Saint-Michel-des-Andaines | Blason  | Tau d'azur sur champ de sinople. Au cœur, l'archange Saint-Michel portant étendard, armé d'un glaive à son côté. |
| Blason de Saint-Michel-des-Andaines | Détails | Le statut officiel du blason reste à déterminer.                                                                 |